# トゥグル湾
トゥグル湾（トゥグルわん、露: Тугу́рский залив）はハバロフスク地方を流れるトゥグル川がオホーツク海に注ぐあたりにある湾。湾口付近にシャンタル諸島が存在する。長さ90km、湾口の幅60km、最大深度25m。10月から6月まで結氷。潮汐は半日周潮で、干満差2m。
座標: 北緯54度18分 東経137度03分 / 北緯54.300度 東経137.050度